# Njemačka nogometna Bundesliga 2005./06.
Njemačka nogometna Bundesliga 2005./06. bila je 45. sezona Bundeslige, njemačke prve nogometne lige. Sezona je započela 05. kolovoza 2005. i završila 13. svibnja 2006. Branitelj prvaka bio je FC Bayern München, koji je i ove sezone postao njemačkim prvakom po 20. put u povijesti.

## Promovirani i degradirani
Tri momčadi promovirane momčadi na kraju prošle sezone: 
- 1. FC Köln
- MSV Duisburg
- Eintracht Frankfurt

Tri degradirane momčadi bile su:
- VfL Bochum
- Hansa Rostock
- SC Freiburg

## Stadioni i momčadi
| Momčad                   | Stadion                  | Kapacitet |
| ------------------------ | ------------------------ | --------- |
| Hertha BSC               | Olympiastadion           | 74.228    |
| Arminia Bielefeld        | Schüco Arena             | 28.008    |
| SV Werder Bremen         | Weserstadion             | 42.358    |
| Borussia Dortmund        | Signal Iduna Park        | 80.708    |
| MSV Duisburg             | MSV-Arena                | 31.500    |
| Eintracht Frankfurt      | Commerzbank-Arena        | 52.300    |
| Hamburger SV             | HSH Nordbank Arena       | 57.274    |
| Hannover 96              | AWD-Arena                | 49.000    |
| 1. FC Kaiserslautern     | Fritz Walter Stadion     | 48.500    |
| 1. FC Köln               | RheinEnergieStadion      | 50.300    |
| Bayer 04 Leverkusen      | BayArena                 | 22.500    |
| 1. FSV Mainz 05          | Stadion am Bruchweg      | 20.300    |
| Borussia Mönchengladbach | Borussia-Park            | 54.067    |
| FC Bayern München        | Allianz Arena            | 69.901    |
| 1. FC Nürnberg           | EasyCredit-Stadion       | 47.559    |
| FC Schalke 04            | Veltins-Arena            | 61.673    |
| VfB Stuttgart            | Gottlieb-Daimler-Stadion | 58.000    |
| VfL Wolfsburg            | Volkswagen Arena         | 30.122    |

## Ljestvica
| Mj. | Momčad              | Uta. | Pob. | Izj. | Por. | PoG | PrG | GR  | Bod. | Kval. za                                           |
| --- | ------------------- | ---- | ---- | ---- | ---- | --- | --- | --- | ---- | -------------------------------------------------- |
| 1   | Bayern München      | 34   | 22   | 9    | 3    | 67  | 32  | +35 | 75   | UEFA Liga prvaka 2006./07. Natjecanje po skupinama |
| 2   | Werder Bremen       | 34   | 21   | 7    | 6    | 79  | 37  | +42 | 70   | UEFA Liga prvaka 2006./07. Natjecanje po skupinama |
| 3   | Hamburg             | 34   | 21   | 5    | 8    | 53  | 30  | +23 | 68   | UEFA Liga prvaka 2006./07. - 3.pretkolo            |
| 4   | Schalke             | 34   | 16   | 13   | 5    | 47  | 31  | +16 | 61   | Kup UEFA 2006./07. Prvo kolo                       |
| 5   | Bayer Leverkusen    | 34   | 14   | 10   | 10   | 64  | 49  | +15 | 52   | Kup UEFA 2006./07. Prvo kolo                       |
| 6   | Hertha Berlin       | 34   | 12   | 12   | 10   | 52  | 48  | +4  | 48   | UEFA Intertoto kup 2006. - 3. kolo                 |
| 7   | Borussia Dortmund   | 34   | 11   | 13   | 10   | 45  | 42  | +3  | 46   |                                                    |
| 8   | FC Nürnberg         | 34   | 12   | 8    | 14   | 49  | 51  | -2  | 44   |                                                    |
| 9   | Stuttgart           | 34   | 9    | 16   | 9    | 37  | 39  | -2  | 43   |                                                    |
| 10  | Mönchengladbach     | 34   | 10   | 12   | 12   | 42  | 50  | -8  | 42   |                                                    |
| 11  | Mainz 05            | 34   | 9    | 11   | 14   | 46  | 47  | -1  | 38   |                                                    |
| 12  | Hannover 96         | 34   | 7    | 17   | 10   | 43  | 47  | -4  | 38   |                                                    |
| 13  | Arminia Bielefeld   | 34   | 10   | 7    | 17   | 32  | 47  | -15 | 37   |                                                    |
| 14  | Eintracht Frankfurt | 34   | 9    | 9    | 17   | 42  | 51  | -9  | 36   | Kup UEFA 2006./07. - Prvo kolo                     |
| 15  | VfL Wolfsburg       | 34   | 7    | 13   | 14   | 33  | 55  | -22 | 34   |                                                    |
| 16  | Kaiserslautern      | 34   | 8    | 9    | 17   | 48  | 71  | -24 | 33   | Ispali u: 2. njemačka nogometna Bundesliga         |
| 17  | FC Köln             | 34   | 7    | 9    | 18   | 49  | 71  | -22 | 30   | Ispali u: 2. njemačka nogometna Bundesliga         |
| 18  | MSV Duisburg        | 34   | 5    | 12   | 17   | 34  | 63  | -29 | 27   | Ispali u: 2. njemačka nogometna Bundesliga         |

Napomene
- Njemački prvak i doprvak se automatski kvalificiraju u Ligu prvaka, i to u krug natjecanja po skupinama, dok trećeplasirani mora proći izlučni dio natjecanja u Ligi prvaka.
- Nakon promjena obrasca natjecanja u Intertoto kupu za sezonu 2006/07., samo jedan njemački klub će imati zajamčeno mjesto u ovom natjecanju, uz mogućnost oslobađanja još jednog mjesta, ako ini savezi, članovi UEFA, ne odluče iskoristiti pravo na svoje jedno mjesto u natjecanju. U bilo kojem slučaju, prednost će biti temeljena na plasmanu na ljestvici.

## Najbolji strijelci
| Gol. | Igrač              | Momčad               |
| ---- | ------------------ | -------------------- |
| 25   | Miroslav Klose     | SV Werder Bremen     |
| 21   | Dimitar Berbatov   | Bayer Leverkusen     |
| 20   | Halil Altıntop     | 1. FC Kaiserslautern |
| 17   | Roy Makaay         | FC Bayern München    |
| 16   | Róbert Vittek      | 1. FC Nürnberg       |
| 15   | Ivan Klasnić       | SV Werder Bremen     |
| 14   | Michael Ballack    | FC Bayern München    |
| 13   | Euzebiusz Smolarek | Borussia Dortmund    |
| 12   | Marcelinho         | Hertha BSC Berlin    |
| 12   | Lukas Podolski     | 1. FC Köln           |
| 12   | Michael Thurk      | 1. FSV Mainz 05      |
| 12   | Ioannis Amanatidis | Eintracht Frankfurt  |
| 12   | Diego Klimowicz    | VfL Wolfsburg        |

## Vanjske poveznice
- Službena stranica Bundeslige  Arhivirana inačica izvorne stranice od 3. kolovoza 2012. (Wayback Machine) (engl.)

| Njemačka nogometna Bundesliga | Njemačka nogometna Bundesliga |
| --- | ----------------------------- |
| |                               |
| 1963./64. • 1964./65. • 1965./66. • 1966./67. • 1967./68. • 1968./69. • 1969./70. 1970./71. • 1971./72. • 1972./73. • 1973./74. • 1974./75. • 1975./76. • 1976./77. • 1977./78. • 1978./79. • 1979./80. 1980./81. • 1981./82. • 1982./83. • 1983./84. • 1984./85. • 1985./86. • 1986./87. • 1987./88. • 1988./89. • 1989./90. 1990./91. • 1991./92. • 1992./93. • 1993./94. • 1994./95. • 1995./96. • 1996./97. • 1997./98. • 1998./99. • 1999./00. 2000./01. • 2001./02. • 2002./03. • 2003./04. • 2004./05. • 2005./06. • 2006./07. • 2007./08. • 2008./09. • 2009./10. 2010./11. • 2011./12. • 2012./13. • 2013./14. • 2014./15. • 2015./16. • 2016./17. • 2017./18. • 2018./19. • 2019./20. 2020./21. • 2021./22. • 2022./23. • 2023./24. • 2024./25. • |                               |

| Njemačka nogometna Bundesliga | Njemačka nogometna Bundesliga |
| --- | ----------------------------- |
| |                               |
| 1963./64. • 1964./65. • 1965./66. • 1966./67. • 1967./68. • 1968./69. • 1969./70. 1970./71. • 1971./72. • 1972./73. • 1973./74. • 1974./75. • 1975./76. • 1976./77. • 1977./78. • 1978./79. • 1979./80. 1980./81. • 1981./82. • 1982./83. • 1983./84. • 1984./85. • 1985./86. • 1986./87. • 1987./88. • 1988./89. • 1989./90. 1990./91. • 1991./92. • 1992./93. • 1993./94. • 1994./95. • 1995./96. • 1996./97. • 1997./98. • 1998./99. • 1999./00. 2000./01. • 2001./02. • 2002./03. • 2003./04. • 2004./05. • 2005./06. • 2006./07. • 2007./08. • 2008./09. • 2009./10. 2010./11. • 2011./12. • 2012./13. • 2013./14. • 2014./15. • 2015./16. • 2016./17. • 2017./18. • 2018./19. • 2019./20. 2020./21. • 2021./22. • 2022./23. • 2023./24. • 2024./25. • |                               |